# PHQ-9
El PHQ-9 (DEP-9 en algunas fuentes) es un instrumento de 9 preguntas que se les da en Estados Unidos a los pacientes en un contexto de atención primaria para detectar la presencia y la gravedad de la depresión. Es la escala de depresión de 9 preguntas del Patient Health Questionnaire (PHQ) realizado por la corporación farmacéutica Pfizer. Los resultados del PHQ-9 se pueden usar para hacer un diagnóstico de depresión de acuerdo con los criterios del DSM-IV y demora menos de 3 minutos en completarse. El total de las 9 respuestas del PHQ-9 tiene como objetivo predecir la presencia y la gravedad de la depresión. Los proveedores de atención primaria utilizan con frecuencia el PHQ-9 para detectar la depresión en los pacientes.

## Historia
El PHQ-9 es la escala de depresión de 9 preguntas de PHQ. El PHQ es una versión autoadministrada del PRIME-MD, una herramienta de detección que evalúa 12 trastornos de salud mental y emocional. El PHQ es un instrumento de 59 preguntas. Tiene módulos sobre el estado de ánimo (PHQ-9), ansiedad, alcohol, alimentación y trastornos somatomorfos. El Dr. Robert J. Spitzer, la Dra. Janet BW Williams, el Dr. Kurt Kroenke y sus colegas de la Universidad de Columbia desarrollaron el PHQ a mediados de la década de 1990 y el PHQ-9 en 1999 con una subvención de Pfizer.

## Elementos de la encuesta
Un paciente puede tomar el PHQ-9 por escrito o el personal de la clínica le puede solicitar los elementos de la encuesta. Las preguntas del PHQ-9 se basan en los criterios de diagnóstico de depresión del DSM-IV y preguntan sobre la experiencia del paciente en las últimas 2 semanas. Las preguntas se refieren al nivel de interés en hacer cosas, sentirse deprimido, dificultad para dormir, niveles de energía, hábitos alimenticios, autopercepción, capacidad de concentración, velocidad de funcionamiento y pensamientos suicidas. Las respuestas van desde "0" (nada) a "3" (casi todos los días). Los médicos pueden hacer una décima pregunta sobre qué tanto afectan la vida diaria los problemas que plantean las preguntas anteriores. La décima pregunta no se incluye en la puntuación final y los médicos pueden usarla para evaluar la opinión del paciente sobre el nivel de deterioro causado por su salud mental.

## Interpretación de resultados
La suma total de las respuestas sugiere distintos niveles de depresión. Las puntuaciones van de 0 a 27. En general, un total de 10 o más sugiere la presencia de depresión. A continuación se enumeran los totales de PHQ-9, los niveles de depresión con los que se relacionan y el tratamiento sugerido para cada nivel de depresión:
| Puntaje PHQ-9 | Gravedad de la depresión | Intervención sugerida |
| ------------- | ------------------------ | --- |
| 0-4           | Ninguno mínimo           | Ninguna |
| 5-9           | Leve                     | Repita PHQ-9 en el seguimiento |
| 10-14         | Moderado                 | Elaborar un plan de tratamiento, considerar asesoramiento, seguimiento o medicamentos recetados.                                                                                  |
| 15-19         | Moderadamente grave      | Recetar medicamentos recetados y asesoramiento. |
| 20-27         | Grave                    | Recetar medicamentos recetados. Si las respuestas al tratamiento son deficientes, derive inmediatamente al paciente a un especialista en salud mental para recibir asesoramiento. |

Se puede realizar un diagnóstico provisional sobre un trastorno depresivo mayor, utilizando las respuestas a las preguntas del PHQ-9 para cumplir con los criterios de diagnóstico del DSM-5. Según el DSM-5, es probable que haya un trastorno depresivo mayor si 5 o más de los 9 síntomas están presentes durante "la mayor parte del día, casi todos los días" en las últimas 2 semanas y uno de los síntomas es un estado de ánimo depresivo o poco interés o placer. Al hacer cosas (preguntas 1 y 2 del PHQ-9). Cualquier grado de pensamientos suicidas cuenta para este criterio. Los síntomas también deben causar angustia significativa y pérdida de la función. Así mismo los síntomas no deben explicarse mejor por el uso de sustancias u otra condición médica o psiquiátrica. Se diagnostica "otra" depresión si hay un deterioro significativo o angustia en las áreas principales de funcionamiento, pero no se cumplen todos los criterios para cualquier trastorno depresivo específico. El PHQ-9 se puede utilizar para diagnosticar el síndrome depresivo mayor, pero el trastorno depresivo mayor debe diagnosticarse utilizando información clínica adicional (por ejemplo, existencia de un episodio maníaco / hipomaníaco pasado, duelo, otro trastorno mental, efectos de un medicamento o enfermedad).
Los médicos clínicos también pueden usar el PHQ-9 para evaluar los tratamientos administrados para la depresión. Un cambio de la puntuación PHQ-9 a menos de 10 se considera una "respuesta parcial" al tratamiento y un cambio de la puntuación PHQ-9 a menos de 5 se considera una "remisión".

## Validez y fiabilidad
Kroenke, Spitzer y Williams realizaron pruebas de validez y confiabilidad en el PHQ-9 en 2001. La confiabilidad y las pruebas encontraron un alfa de Cronbach de 0.89 entre 3000 pacientes de atención primaria y 0.86 entre 3000 pacientes OB-GYN. La confiabilidad test-retest se evaluó mediante la correlación entre las puntuaciones del PHQ-9 obtenidas de entrevistas personales y telefónicas con los mismos pacientes. El valor de correlación obtenido fue de 0,84.
En una evaluación de la validez de constructo, el coeficiente de correlación entre el PHQ-9 y la escala de salud mental SF-20 fue de 0,73. Para evaluar la validez de criterio, un profesional de la salud mental validó los diagnósticos de depresión a partir de las puntuaciones del PHQ-9 de 580 participantes, lo que resultó en un 88 % de sensibilidad y un 88% de especificidad.

## Aplicaciones
El Instituto Nacional de Salud y Excelencia Clínica de Estados Unidos aprobó el PHQ-9 para medir la gravedad de la depresión y la capacidad de respuesta al tratamiento en un entorno de atención primaria. La Encuesta de Vigilancia de los Factores de Riesgo del Comportamiento (BRFSS, por sus siglas en inglés), la Encuesta Nacional de Examen de Salud y Nutrición, la Encuesta del Panel de Gastos Médicos, la Encuesta Epidemiológica Nacional sobre el Alcohol y Condiciones Relacionadas, el Programa de Apoyo a la Salud de Medicare y el Estudio de Cohorte del Milenio utilizan el PHQ-9 completo o una forma abreviada de la misma. La Administración de Veteranos, el Departamento de Defensa y Kaiser Permanente adoptaron el PHQ-9 como una medida estándar para la detección de depresión. El PHQ-9 es también la medida de depresión más comúnmente utilizada en el Servicio Nacional de Salud del Reino Unido, que requiere que los proveedores utilicen un instrumento de detección de depresión al tratar la depresión.
Los estudios encontraron que el PHQ-9 también es útil para detectar depresión en clínicas psiquiátricas. Los estudios han utilizado el PHQ-9 para estudiar a pacientes con diabetes, VIH-SIDA, dolor crónico, artritis, fibromialgia, epilepsia y abuso de sustancias. También se utiliza en estudios que involucran a pacientes con discapacidades físicas, así como a adultos mayores, estudiantes y adolescentes.  El PHQ-9 está disponible en más de 30 idiomas y ha sido validado para su uso en diferentes etnias.  Actualmente, Pfizer posee los derechos de autor del PHQ-9, pero permite acceder a él de forma gratuita.

## Instrumentos relacionados
El PHQ-2 es una versión abreviada del PHQ-9. Contiene las 2 primeras preguntas del PHQ-9 y se tarda menos de un minuto en completar. Una puntuación de 3 o más en el PHQ-2 generalmente conducirá a la administración posterior del PHQ-9. La Administración de Veteranos utiliza este método para detectar depresión en los pacientes.
El PHQ-8 consta de todos los instrumentos PHQ-9 excepto la última pregunta (pensamientos suicidas). Por lo general, se usa en entornos de investigación en pacientes no depresivos. Los investigadores generalmente usan el PHQ-8 porque las restricciones de tiempo y recursos pueden dejar a los investigadores incapaces de intervenir con los participantes del estudio que indiquen pensamientos suicidas. La ausencia de la novena pregunta tiene poco efecto en la puntuación entre PHQ-8 y PHQ-9. Un estudio encontró que las puntuaciones entre las dos pruebas están altamente correlacionadas (r = 0,998).
El PHQ-15 es la escala de 15 preguntas del PHQ que pregunta sobre 15 síntomas relacionados con los trastornos somatomorfos. Las preguntas del PHQ-15 representan el 90 % de todos los síntomas que se observan en un entorno de atención primaria Los pacientes deben calificar cómo ciertos síntomas los molestaron durante el último mes. Las respuestas van desde "nada en absoluto" (una puntuación de 0) a "molestó mucho" (una puntuación de 2). Los puntajes más altos en el PHQ-15 están fuertemente asociados con el deterioro funcional, la discapacidad y el uso de la atención médica. 
El GAD-7 es un instrumento de detección de ansiedad de 7 preguntas desarrollado en 2006. Al igual que el PHQ-9, las puntuaciones van de 0 a 27 con puntuaciones de 5, 10 y 15 que indican ansiedad leve, moderada y grave. A diferencia del PHQ-9, los médicos utilizan el GAD-7 solo para evaluar la gravedad de la ansiedad. Se debe realizar una entrevista clínica para determinar la presencia y el tipo de ansiedad. El GAD-2 es una versión abreviada de 2 preguntas del GAD-7 que utiliza las dos primeras preguntas del GAD-7. Una puntuación total superior a 3 indica que un médico debe administrar el GAD-7 completo y realizar una entrevista clínica para evaluar la presencia y el tipo de trastorno de ansiedad.